# Oleksandr Bilostinnij
Oleksandr Mihajlovič Bilostinnij  (Odesa, 24. veljače 1959. – Trier, Njemačka, 24. svibnja 2010.) je bio ukrajinski košarkaš i bivši sovjetski reprezentativac. Bio je olimpijski prvak, svjetski prvak, trostruki europski prvak. Igrao je na mjestu centra. Visine je bio 214 cm.